# Динамо (спортивный комплекс)
Спортивный комплекс «Динамо» (Спортивный клуб «Динамо») — конструктивистское здание в Центральном районе Новосибирска, расположенное вдоль Октябрьской магистрали. Построен в 1933 году архитекторами С. П. Тургеневым, Б. А. Гордеевым и Н. В. Никитиным. Памятник архитектуры регионального значения.

## Описание
При выборе местоположения и ориентации здания учитывалось будущая Октябрьской магистраль, предусмотренная в генеральном плане Новосибирска 1927 года. В итоге спортивный комплекс стал первым сооружением, которое обозначило направление запроектированной улицы.
Первоначально здание комплекса состояло из двух объёмов, примыкавших друг к другу под углом 90°. Двух- и трехэтажный прямоугольный корпус с цокольным этажом с юго-западного фасада был соединён с одноэтажным игровым залом арочной конструкции, в подвале которого располагался 50-метровый тир. Однако 22 июля 1989 года зал был полностью уничтожен пожаром.
Комплекс состоит из железобетонного каркаса, сочетающегося с кирпичными стенами.
Главный северо-восточный фасад асимметричен, его правое крыло более низкое.
В центре главного фасада расположена лестничная клетка с вертикальным витражом. Лестничная клетка юго-восточной торцевой стены оформлена эркером со щелевидными горизонтальными окнами.
Между первым и вторым этажами находятся балкон-галерея и подчёркивающие ряд окон второго этажа горизонтальные пояски.
Разные по величине оконные проёмы ритмически чередуются по этажам и соответствуют объёму помещений.
Габариты — 60,3 × 17,0 м.

## Современное состояние
В 2014 году ГАУ НСО «Научно-производственный центр по сохранению историко-культурного наследия Новосибирской области» разработал проект реконструкции комплекса. 
Восстановление конструктивистского зала «Динамо», уничтоженного пожаром в 1989 году, началось в 2015 году.